# Vượn mào đen Hải Nam
Vượn mào đen Hải Nam (danh pháp khoa học: Nomascus hainanus) là một loài động vật có vú trong họ Hylobatidae, bộ Linh trưởng. Loài này được Thomas mô tả năm 1892.

## Đặc điểm
Loài này có một bộ lông vàng cùng với một cái mào đen. Kích thước, cân nặng của con đực và con cái thì không được rõ do các mẫu vật quá ít để nghiên cứu nhưng có lẽ con đực lớn hơn con cái.

## Bị đe dọa
Kể từ 45 năm trước, quần thể của loài này đã giảm hơn 80% do săn bắt và phá rừng bừa bãi. Vào năm 1989, quần thể chỉ con có 21 cá thể trong 4 nhóm và bị giới hạn quần thể trong một khu rừng nguyên sinh dài 16 km vuông Khu bảo tồn Thiên nhiên Quốc gia Bawangling, đảo Hải Nam. Trong 1 cuộc khảo sát vào năm 1998 chỉ ghi nhận 17 cá thể nhưng đến năm 2003 thì chỉ có 13 cá thể được ghi nhận. Đến năm 2016 thì đã có 25 cá thể nhưng con số chính xác thì chưa được xác định.
Trước đây phân loài vượn mào đen Hải Nam cũng từng được phát hiện ở các tỉnh Hòa Bình và Cao Bằng của Việt Nam. Vượn mào đen Hải Nam là loài linh trưởng hiếm nhất và bị đe dọa nhất trên thế giới. Đây là kết quả của tình trạng phá rừng trong khu vực sinh sống của chúng cũng như các hoạt động xâm thực và săn bắt trái phép.

## Hình ảnh

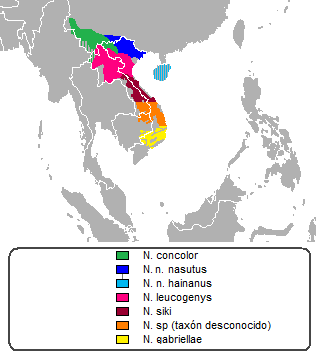